# Leopard (Schiff, 1912)
Die Leopard war ein deutscher Hilfskreuzer im Ersten Weltkrieg.

## Technische Daten und Vorgeschichte
Das Schiff begann seine Laufbahn als der britische Frachtdampfer Yarrowdale, der 1912 auf der Werft von W. Dobson & Co. in Newcastle upon Tyne gebaut worden war und von der Reederei R. Mackill & Co. in Glasgow bereedert wurde. Die Yarrowdale lief am 3. Mai 1912 vom Stapel. Sie wurde von dem deutschen Hilfskreuzer Möve am 11. Dezember 1916 im Atlantik aufgebracht und am 31. Dezember 1916 mit einer Prisenbesatzung nach Swinemünde eingebracht. Auf der Kaiserlichen Werft in Kiel wurde das Schiff zum Hilfskreuzer umgebaut und dann in Leopard umbenannt. Als Hilfskreuzer trug die Leopard eine Bewaffnung von fünf 15-cm-Schnellfeuerkanonen, vier 8,8-cm-Schnellfeuerkanonen sowie zwei 50-cm-Torpedorohren. Die Konstruktionsgeschwindigkeit betrug 13 Knoten. Die maximale Fahrstrecke betrug rund 26.000 Seemeilen bei einer Durchschnittsgeschwindigkeit von 11 Knoten und 4.500 Tonnen gebunkerter Kohle.

## Ausfahrt und Versenkung durch britische Seestreitkräfte

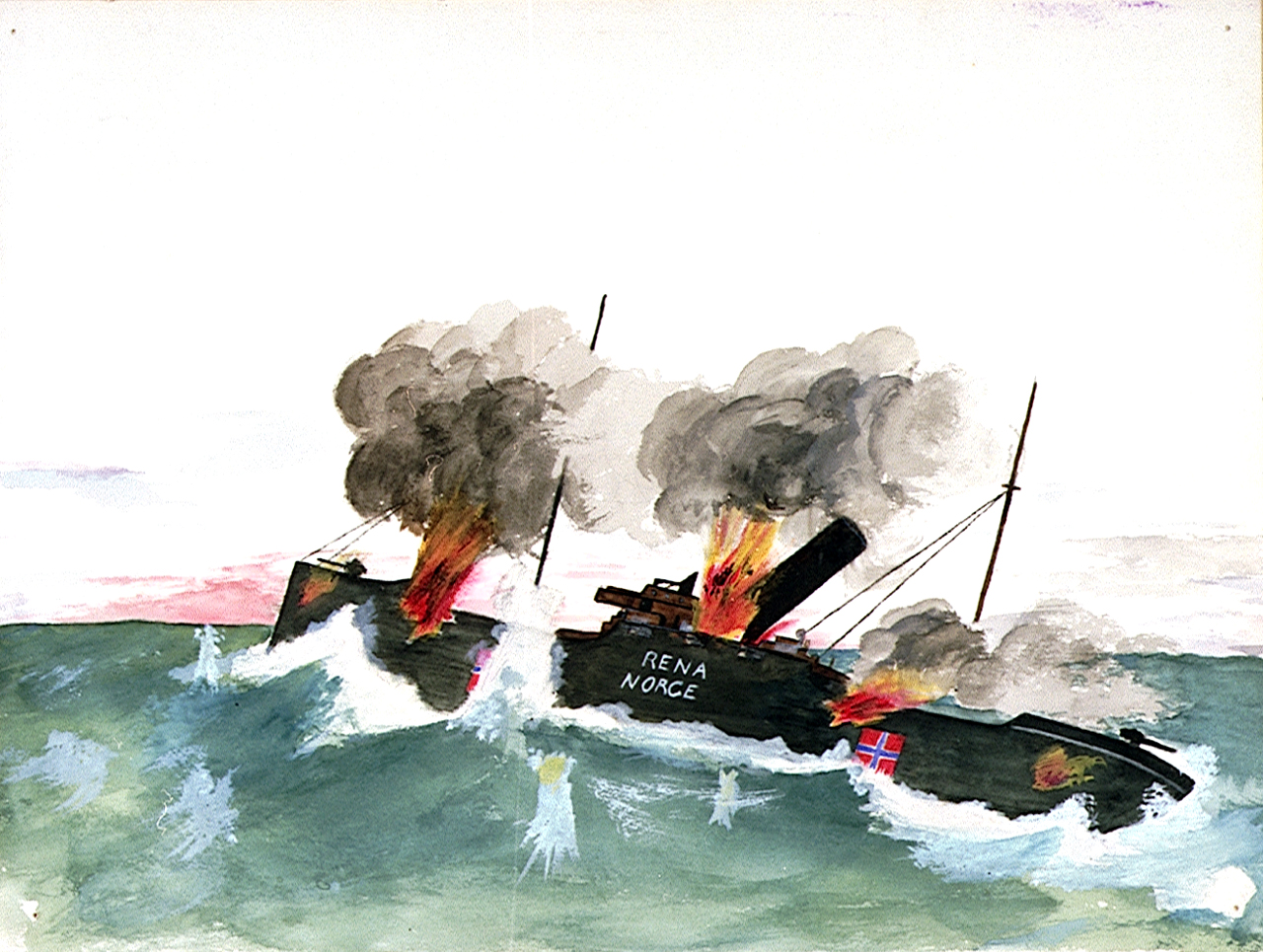
Versenkung des deutschen Hilfskreuzers Leopard, getarnt als norwegische Rena, 1917

Am 10. März 1917 verließ der Hilfskreuzer Kiel unter dem Kommando von Korvettenkapitän Hans von Laffert (* 1879). Noch am 7. März erging an ihn eine Warnung der so genannten E-Hauptstelle, die den britischen Funktelegrafieverkehr abhörte. Danach waren die britischen Bewachungslinien im vorgesehenen Durchbruchsgebiet durch die Seeblockade zwischen Schottland und Grönland in den letzten Tagen und Wochen erheblich verstärkt worden.

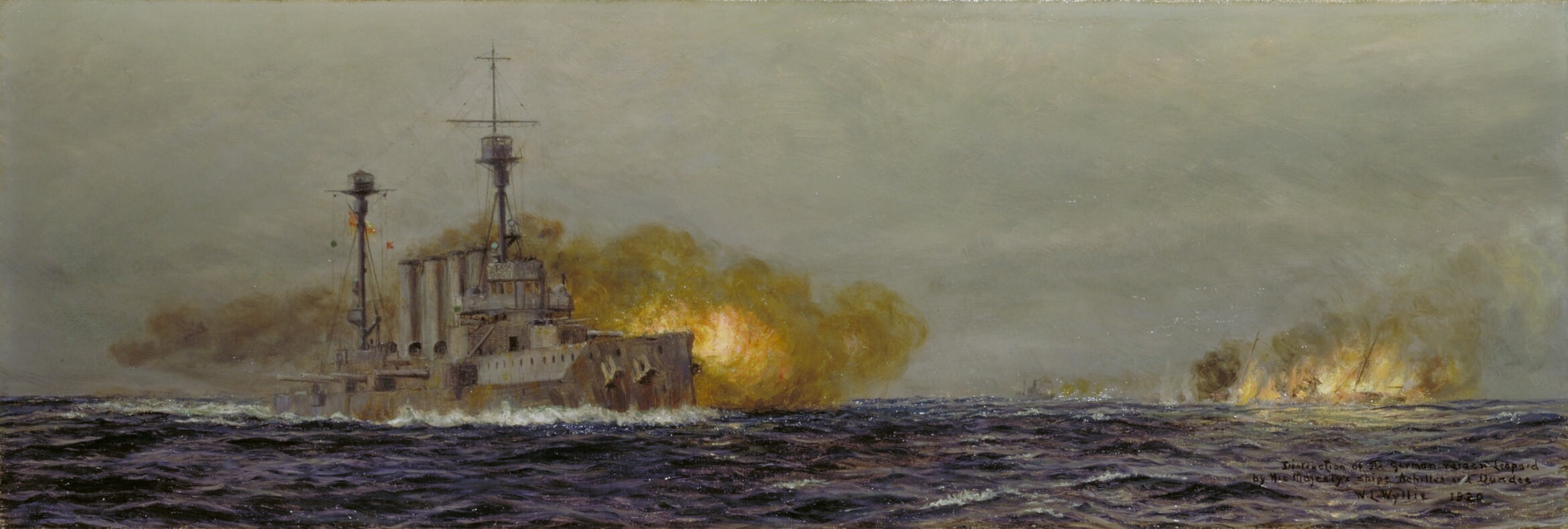
Versenkung des deutschen Hilfskreuzers Leopard durch HMS Achilles und HMS Dundee, Art.IWMART15814

Die Leopard wurde bereits am 16. März beim Versuch, die britische Blockadelinie zwischen Norwegen und Island zu durchbrechen, nordöstlich der Färöer-Inseln von dem britischen Panzerkreuzer Achilles unter Captain F. M. Leake und dem Hilfskreuzer Dundee unter dem Kommandanten Selwyn M. Day der Royal Marine Reserve gestellt. Zu diesem Zeitpunkt war die Leopard als norwegischer Dampfes Rena getarnt. Es kam zu einem schweren Gefecht, bei dem es auf deutscher Seite keine Überlebenden gab. Die gesamte 319-köpfige Besatzung versank mit ihrem Schiff. Hinzu kam ein sechsköpfiges Prisenkommando der Dundee unter Führung von Leutnant zur See der Reserve F. H. Lawson, das vor dem Gefecht an Bord gegangen war, um die Leopard zu untersuchen.
Von dem Untergang des Schiffes erfuhr der deutsche Admiralstab erst durch eine Flaschenpost, die am 5. Juni 1917 im norwegischen Tromsø angetrieben wurde. Der Text lautete:
Wir stehen am 16. März 2 Uhr nachmittags zwischen Island und Norwegen. Gefecht 64° 50’ Nord, 1° Westlänge. Gefecht mit englischem Kreuzer. Kämpfen für Ruhm und Ehre Deutschlands. Einen letzten Gruß an unsere Angehörigen.
Das Dokument war von einigen Deckoffizieren der Leopard unterzeichnet. Der Admiralstab erfuhr während des Krieges keine weiteren Einzelheiten über das Schicksal des Hilfskreuzers, da die britische Presse den Vorfall geheim hielt und der deutsche Abhördienst auch aus dem britischen Funkverkehr vom 16./17. März 1917 keine Rückschlüsse über die Versenkung des Schiffs ziehen konnte. Erst gut zwei Jahre später, am 19. April 1919, veröffentlichte die Times unter der Überschrift Offizieller Bericht über den Verlust des Hilfskreuzers „Yarrowdale“ die Gefechtsberichte von Dundee und Achilles vom 17. März 1917. Aus diesen Berichten ging hervor, dass die Briten außer dem sechsköpfigen Prisenkommando der Dundee keinerlei Verluste erlitten hatten, obwohl das Gefecht mit der Leopard gut eine Stunde dauerte, und dass die beiden britischen Schiffe den Untergangsort sofort verlassen hatten, da sie U-Boote gesichtet hatten, und dass deshalb keine Rettungsversuche für eventuelle Überlebende unternommen worden waren.